# Zuo Qiuming
Zuo Qiuming (en chino, 左丘明; pinyin, Zuǒ Qiūmíng; Wade-Giles, Tso Ch'iuming, fl. siglo V a. C.) fue un escritor de la corte del Estado de Lu, y contemporáneo de Confucio durante el período de Primaveras y Otoños de los antiguos. Tradicionalmente se le atribuye la autoría del texto histórico Zuo Zhuan (Comentario de Zuo). Posiblemente haya contribuido al Guo Yu. Según una tradición citada por Shiji Zuo perdió la vista.
Zuo Qiuming es citado en las Analectas como un paragón de la conducta de Confucio: 

子曰：「巧言、令色、足恭，左丘明恥之，丘亦恥之。匿怨而友其人，左丘明恥之，丘亦恥之.

El maestro dijo, "Zuo Qiuming se avergonzaba de las palabras elaboradas, un aspecto insinuante, y un respeto excesivo. Yo también me averqüenzo de estos comportamientos.

Zuo Qiuming se avergonzaba de una conducta que escondiera el resentimiento con una persona y simulara amistad hacia él. Yo también me avergüenzo de este tipo de conducta.

(Traducción al español basada en la traducción al inglés de James Legge).